# ナポレオン金貨

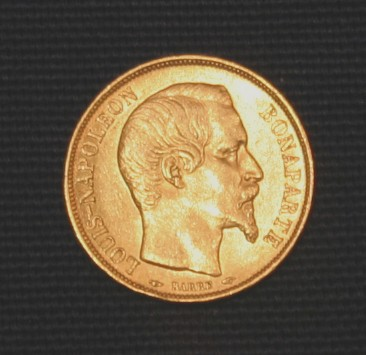
ナポレオン金貨

ナポレオン金貨（ナポレオンきんか、Napoléon）とは、フランスで19世紀初頭から20世紀初頭にかけて鋳造され、流通した金貨のことである。

## 概要
狭義には1852年から1870年にかけて発行された、ナポレオン3世の肖像を描いた20フラン金貨のことを言うが、日本では、単に「ナポレオン」と呼ぶとナポレオン1世のことを指すため、ナポレオン金貨も、ナポレオン1世の肖像を描いたものと、よく誤解される。但し、広義の解釈としては、フランスの20フラン金貨全てを指して言う場合が多く、さらに拡大解釈としては20フラン金貨以外の同様な金貨である、5、10、40、50、100フラン金貨など、19世紀以降に鋳造された、フランスの金貨の総称として、ナポレオン金貨という言葉が用いられる場合もある。
この項では、広義の解釈に準じ20フラン金貨全体について述べる。

## 歴史
フランスがフランを採用したのは1794年であり、翌1795年にフランは法律で正式にフランスの通貨となった。当時のフランは銀平価1フラン=純銀4.5グラムの銀本位制であったが、1803年に登場したジェルミナル・フラン（フランス革命暦第7の月・Germinalに制定されたためこの名がある）により1フラン=純金0.290322グラムという金平価が決定され、以後実質的に金銀複本位制が続いた。
20フラン金貨が登場するのも1803年であり、以後1914年まで111年に渡って本位金貨として鋳造され、流通した。

## 仕様
直径21ミリメートル、重量6.4516グラム、金品位（純度）は90.00パーセント。
従って純金5.807グラムを含み、これはジェルミナル・フランの金平価に相当し、その後1865年のラテン通貨同盟の基準本位金貨でもあった。

## 種類
20フラン金貨には、ナポレオン1世、3世をはじめ、ルイ18世、シャルル10世、ルイ・フィリップの各国王肖像のもの、天使を描いたもの、及び共和国の女神ケレースやマリアンヌの肖像を描いた金貨が含まれる。
- ボナパルト第一統領 - フランス革命暦11年（1803年）～14年（1805年）
- ナポレオン1世 - 1806年～1814年
- ルイ18世 - 1814年～1824年
- ナポレオン1世百日天下 - 1815年
- シャルル10世 - 1825年～1830年
- ルイ・フィリップ1世 - 1830年～1848年
- 第2共和国 天使 - 1848年～1849年
- 第2共和国 ケレース - 1849年～1851年
- 第2共和国 ルイ・ナポレオン・ボナパルト - 1852年
- ナポレオン3世 - 1853年～1870年（純正ナポレオン金貨）
- 第3共和国 天使 - 1871年～1898年
- 第3共和国 マリアンヌ - 1899年～1914年

## 希少価値

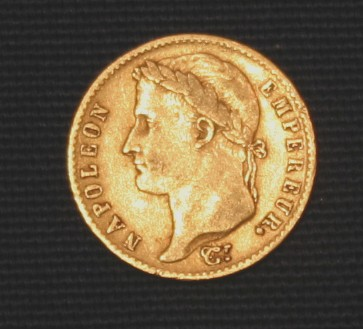
ナポレオン1世の20フラン金貨

きわめて大量に鋳造され、現存する為に希少価値は低く、金地金価格と大差ない価格で取引され、小口の金投資の対象としても利用されてきた経緯があり、これらの金貨はイギリスのソブリン金貨同様に、地金型金貨の先駆けとも言える。

### ミントマーク
フランスの金貨には全てにミントマークと造幣局長の私的なマークであるプリヴィマークが刻印されている。ミントマークについては下の表に記載したが、このミントマークは金貨に限らず、フランスの19世紀～20世紀初頭のコインを研究する上には、非常に重要なものである。
20フラン金貨は現在でも多くが存在しているが、ミントマークや製造年号によっては、希少なものも存在し、これらは収集家間で高プレミアム価格で取引されている。また、20フラン金貨は相当期間流通したので状態の悪いコインが多く、初期のコインの未使用クラスを見つけるのは非常に困難である。
ナポレオン1世の金貨の場合、状態の良いコインは更に少なく、未使用クラスのコインになればミントマークにかかわらず2000ドル以上の価格で取引されている。また、フランス国内ではなくオランダのユトレヒトで鋳造されたものは人気が高く、カタログの評価はそれほど高額ではないが、実際に見かけることはほとんど無く希少価値は高い。ルイ・フィリップ1世以前のコインについては、パリ以外の造幣局で鋳造されたもの、それに状態が非常に良いものは、概ね希少であると思って間違いない。
ナポレオン3世以降のコインになると、1855年にリヨンで鋳造されたものと1888年にパリで鋳造されたものが、比較的少ないが、その他のコインは全て地金に準じた価格で取引されている。
なお、1907年～1914年銘のマリアンヌタイプの20フラン金貨は、オリジナルの刻印を使用して、公式にパリ造幣局で再鋳造された。一般にこの再鋳貨はコインが赤味掛かっているといわれているが、実際にコイン上の年号に鋳造されたものか、最近の再鋳貨かの判別は極めて難しい。
| マーク | 鋳造地         | マーク  | 鋳造地            | マーク | 鋳造地       |
| ------ | -------------- | ------- | ----------------- | ------ | ------------ |
| A      | パリ           | AA      | メス (フランス)   | B      | ルーアン     |
| BB     | ストラスブール | CL      | ジェネス          | D      | リヨン       |
| G      | ジュネーヴ     | H       | ラ・ロシェル      | I      | リモージュ   |
| K      | ボルドー       | L       | バイヨンヌ        | M      | トゥールーズ |
| M/A    | マルセイユ     | Q       | ペルピニャン      | R      | オルレアン   |
| T      | ナント         | W       | リール (フランス) | 旗     | ユトレヒト   |
| U      | トリノ         | 王冠とR | ローマ            | R      | ロンドン     |